# Josh Bowman

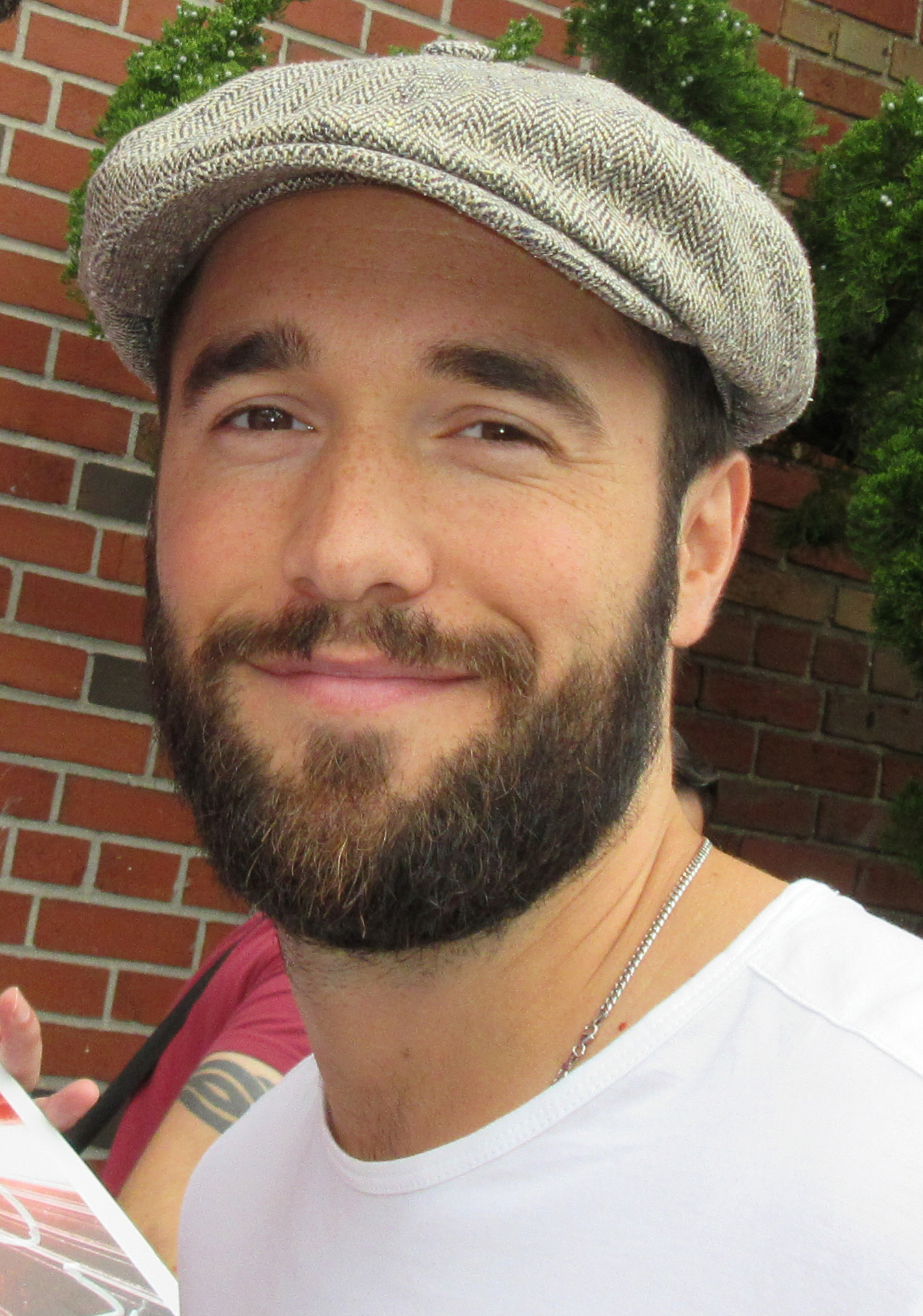
Joshua Bowman (2018)

Joshua Tobias „Josh“ Bowman (* 4. März 1988 in Windsor and Maidenhead, England) ist ein britischer Schauspieler.

## Leben
Josh Bowman wuchs neben seiner Schwester Scarlett, die ebenfalls Schauspielerin ist, in Berkshire auf. Im Alter von 18 Jahren spielte er für kurze Zeit Rugby Union bei Saracens in Watford, bevor er sich eine Schulterverletzung zuzog und das Team verlassen musste.
2009 erlangte er Aufmerksamkeit, als bekannt wurde, dass er eine Beziehung mit Amy Winehouse führte. Jedoch war die Beziehung nach wenigen Monaten vorbei. Seit 2011 ist er mit seiner Revenge-Schauspielkollegin Emily VanCamp liiert. Am 15. Dezember 2018 heiratete das Paar.

## Karriere
Erste Erfahrungen als Schauspieler machte er 2007 mit zwei Gastauftritten bei Genie in the House. Von 2009 bis 2010 war er in der britischen Krankenhausserie Holby City zu sehen. 2010 wurde er für den Serienpiloten Betwixt des US-Fernseh-Network The CW gecastet, der danach jedoch nicht als Serie bestellt wurde. Zwischen 2010 und 2011 trat er in Filmen wie 13Hrs, Prowl, Exteriors und Love’s Kitchen – Ein Dessert zum Verlieben auf. Bekanntheit erlangte er 2011 durch die Rolle des Max in der ABC-Family-Fernsehserie Make It or Break It.
Der Durchbruch als Schauspieler gelang ihm durch seine Darstellung des Daniel Grayson in der ABC-Thrillerserie Revenge, die er von September 2011 bis Dezember 2014 spielte. 2012 war er neben Miley Cyrus und Kelly Osbourne als Nicholas in der Actionkomödie So Undercover zu sehen.
Zudem synchronisierte er die Rolle des Rufus Shinra in dem Spiel Final Fantay 7 Remake und dessen Fortsetzung Rebirth für die englische Version.

## Deutsche Synchronsprecher
Im Film Prowl sowie in der Serie Revenge wurde er von Ozan Ünal synchronisiert. Im Film So Undercover lieh ihm Patrick Roche und in der Serie Make It or Break It Kim Hasper seine Stimme.

## Filmografie (Auswahl)
- 2007: Genie in the House (Fernsehserie, 2 Folgen)
- 2009–2010: Holby City (Fernsehserie, 9 Folgen)
- 2010: 13Hrs
- 2010: Prowl
- 2010: Exteriors
- 2011: Love’s Kitchen – Ein Dessert zum Verlieben (Love’s Kitchen)
- 2011: Make It or Break It (Fernsehserie, 6 Folgen)
- 2011–2015: Revenge (Fernsehserie, 77 Folgen)
- 2012: So Undercover
- 2013: The Last Keepers
- 2016: Level Up
- 2017: Time After Time (Fernsehserie, 12 Folgen)
- 2018: Doctor Who (Fernsehserie, Folge 11x03)
- 2023: Miranda’s Victim
- 2024: Nach dem Attentat (Manhunt, Miniserie)